# 20/20エクスペリエンス
『20/20エクスペリエンス』(The 20/20 Experience、トゥウェンティ・トゥウェンティ・エクスペリエンス)は、ジャスティン・ティンバーレイクの3枚目のオリジナルアルバムである。2013年3月15日にRCAレコードによって発売された。日本ではソニー・ミュージックエンタテインメントから発売された。

## 収録曲
1. プッシャー・ラヴ・ガール - Pusher Love Girl [8:02]
2. スーツ・アンド・タイ feat.ジェイ・Z - Suit & Tie(featuring Jay-Z) [5:26]
3. ドウント・ホールド・ザ・ウォール - Don't Hold the Wall[7:10]
4. ストロベリー・バブルガム  - Strawberry Bubblegum" [7:59]
5. トンネル・ヴィジョン - Tunnel Vision[6:46]
6. スペースシップ・クープ - Spaceship Coupe [7:17]
7. ザット・ガール - That Girl[4:47]
8. レット・ザ・グルーヴ・ゲット・イン - Let the Groove Get In[7:11]
9. ミラーズ - Mirrors [8:05]
10. ブルー・オーシャン・フロア - Blue Ocean Floor [7:19]

### ボーナス・トラック
1. ドレス・オン - Dress On [4:39]
2. ボディ・カウント - Body Count [4:42]